# In-A-Gadda-Da-Vida
Az 1968-as In-A-Gadda-Da-Vida Iron Butterfly nagylemeze. A Billboard listáján a 4. helyet érte el, és ez lett az első platinalemez Amerikában. Már multiplatina (több mint 25 millió eladott példány). Az Atlantic Record legnagyobb példányszámban eladott kiadványa volt, egészen a Led Zeppelin IV megjelenéséig. Az album szerepel az 1001 lemez, amit hallanod kell, mielőtt meghalsz című könyvben.

## Az album dalai

### Eredeti kiadás
| 1. | Most Anything You Want | Doug Ingle    | 3:44 |
| 2. | Flowers and Beads      | Doug Ingle    | 3:09 |
| 3. | My Mirage              | Doug Ingle    | 4:55 |
| 4. | Termination            | Brann, Dorman | 2:53 |
| 5. | Are You Happy          | Doug Ingle    | 4:31 |

| 1. | In-A-Gadda-Da-Vida | Doug Ingle | 17:05 |

### Bónuszdalok az 1995-ös kiadásról
|    | Cím                                    | Szerző(k)  | Hossz |
| -- | -------------------------------------- | ---------- | ----- |
| 1. | In-A-Gadda-Da-Vida (koncertfelvétel)   | Doug Ingle | 18:51 |
| 2. | In-A-Gadda-Da-Vida (kislemez-változat) | Doug Ingle | 2:53  |

## Kislemezek

### Amerikai kislemezek
- In-A-Gadda-Da-Vida/Iron Butterfly Theme (szerkesztett változatok) - Atco 6606
- In-A-Gadda-Da-Vida/Soul Expreience - Atlantic Oldies Series 13076

### Tengerentúli kislemezek
- In-A-Gadda-Da-Vida, Flowers and Beads/My Mirage (EP-kiadás)
- Termination/Most Anything You Want

## Helyezések
| Év   | Kislemezek         | Lista             | Helyezés |
| ---- | ------------------ | ----------------- | -------- |
| 1968 | In-A-Gadda-Da-Vida | Billboard Singles | 30       |

## Közreműködők
- Doug Ingle – orgona, ének
- Erik Brann – gitár, ének, ének a Termination dalon
- Lee Dorman – basszusgitár, háttérvokál
- Ron Bushy – dobok, ütőhangszerek